# Ida Alstad
Ida Alstad (født 13. juni 1985 i Trondheim) er en norsk håndboldspiller, som spiller for Byåsen IL og på det norske landshold. Hun debuterede på landsholdet 23. september 2009 mod Ungarn, og har spillet 37 kampe og scoret 94 mål pr. 19. december 2010.
Hun har tidligere optrådt for selvsamme Byåsen IL, Team Tvis Holstebro og FCM Håndbold.

## Karriere
Alstad spillede for Byåsen i 2007 hvor de tabte finalen i EHF Cup Winners' Cup mod Oltchim Valcea fra Rumænien, efter en 24-30 på hjemmebane og 29-29 på udebane. Hun spillede på hold sammen med Tonje Nøstvold, Gøril Snorroeggen, Marit Malm Frafjord, Vigdis Hårsaker, Camilla Herrem og Kari Aalvik Grimsbø.
Hun har deltaget i alle det norske landsholds trupper, fra 2009 til 2012. Under sin mesterskabsdebut i 2009 vandt hun en bronzemedalje i VM efter en norsk sejr på 31-24 over Spanien, i 2010 blev hun europamester og i 2011 verdensmester, efter at landsholdet vandt over hhv. Sverige og Frankrig.
Under OL 2012 i London spillede hun en god kamp i finalen da Norge blev olympiske mestre, efter en sejr på 26-23 over Montenegro.
Hun var med til at vinde det danske mesterskab tilbage i 2015, sammen med FC Midtjylland Håndbold, efter finalesejre over Team Esbjerg.
I 2016, vendte Alstad hjem til Byåsen HE og stoppede samtidig på landsholdet, efter OL 2016 i Rio de Janeiro.